# Прозоровский, Андрей Юрьевич Баклашка
Князь Андрей Юрьевич Прозоровский по прозванию Баклашка — воевода во времена правления Ивана III Васильевича.
Из княжеского рода Прозоровские. Внук родоначальника князей Прозоровские — Ивана Фёдоровича Прозоровского, который погиб в Суздальском бою с войсками хана Мамутека. Старший сын  Юрия Ивановича Прозоровского, павшего в том же бою. Имел брата князя Фёдора Юрьевича по прозванию Судский, родоначальника князей Судские.

## Биография
Показан в дворянах. В 1492 году участвовал в государевом Новгородском походе. В 1493 году первый воевода войск левой руки в походе в Великие Луки. В 1495 году, вновь участвовал в государевом Новгородском походе. В 1503 году воевода войск левой руки в походе из Великих Лук.
Его имя занесено в синодик московского Успенского Кремлёвского собора на вечное поминовение.
По родословной росписи показан бездетным.

## Критика
В Российской родословной книге П.В. Долгорукова, князь Андрей Юрьевич Баклашка, как и его брат князь Фёдор Юрьевич Судский не показаны, а род начинается с князя Андрея Ивановича Прозоровского и не упоминается его брат князь Юрий Иванович.
В родословной книге М.Г. Спиридова данные лица показаны с упоминанием родства и служб. В родословной книге из собрания М.А. Оболенского данные лица также присутствуют и все они упомянуты для вечного поминовения в синодике московского Успенского собора, в разделе государственные поминальные записи конца XIV-начала XVII века.